# إنكارنيت
إنكارنيت (بالإنجليزية: Incarnate)‏ هو فيلم رعب خارق الطبيعة أمريكي من إخراج براد بايتون وتأليف روني كريستنسن وبطولة آرون إيكهارت وكاريس فان هوتن وكاتالينا ساندينو مورينو وديفيد مازوز وكير أودونيل وماثيو نيبل، تم توزيع الفيلم مع قبل شركتي بلمهوس برودكشنز وفيلم دستريكت.

## القصة
قصة الفيلم تتكلم عن ولد صغير عمره 11 سنة اسمه كاميرون سبارو وألذي يتم ملاحقته من قبل شخص غريب يحاول قتله وبعد أن يقوم بقتله يكتشف أنه مسير من قبل عفريتة اسمها ماجي. ثم يرى طبيب اسمه سيث ايمبر في حلمه انه مسير من قبل العفريتة ويحاول التحرر منها بكل الطرق.

## البطولة
- آرون إيكهارت بدور الدكتور سيث إيمبر
- كاريس فان هوتن بدور ليندسي سبارو
- ديفيد مازوز بدور كاميرون سبارو
- كاتالينا ساندينو مورينو بدور كاميلا ماركيز
- كير أودونيل بدور أوليفر
- إيميلي جاكسون بدور ريلي
- ماثيو نيبل بدور دان سبارو
- كارولينا ويدرا بدور آنا إيمبر
- إمجاي أنتوني بدور جيك إيمبر
- توماس أرانا بدور فيليكس
- جون بوروسيلو بدور هنري
- مارك ستيجر بدور ماجي (العفريتة)
- مارك هينري بدور طارد الأرواح

## التقييم
لم يحصل الفيلم على تقييم وأرباح عالية كما توقع، في موقع الطماطم الفاسدة حصل على 17% بناءً على 30 مراجعة، وفي موقع ميتاكريتيك حصل الفيلم على تقييم 30 من 100 وعلى 9 انتقادات معظمها سلبية.

## وصلات خارجية
- إنكارنيت على موقع IMDb (الإنجليزية)
- إنكارنيت على موقع ميتاكريتيك (الإنجليزية)
- إنكارنيت على موقع روتن توميتوز (الإنجليزية)
- إنكارنيت على موقع نتفليكس (الإنجليزية)
- إنكارنيت على موقع قاعدة بيانات الأفلام العربية
- إنكارنيت على موقع ألو سيني (الفرنسية)
- إنكارنيت على موقع Turner Classic Movies (الإنجليزية)
- إنكارنيت على موقع أول موفي (الإنجليزية)
- إنكارنيت على موقع بوكس أوفيس موجو (الإنجليزية)
- إنكارنيت على موقع فيلمافينيتي (الإسبانية)

- إنكارنيت على قاعدة بيانات الأفلام على الإنترنت